# Cyphoderus komareki
Cyphoderus komareki is een springstaartensoort uit de familie van de Cyphoderidae. De wetenschappelijke naam van de soort is voor het eerst geldig gepubliceerd in 1961 door Rusek.